# Policía judicial
Se denomina policía judicial a aquella que presta servicios al poder judicial y al ministerio público, para la investigación de delitos y ejecución de sentencias. Estos delitos suelen ser de naturaleza pública como ser delincuencia organizada, narcotráfico, delitos  fiscales, delitos medioambientales o delitos contra la vida —homicidio y asesinato—; por lo que acostumbra a haber unidades especializadas en investigar cada uno de ellos que colaboran estrechamente con la justicia. También suele practicar notificaciones y otras actuaciones que estos les encomienden.

## Organización y estructura
La concepción de Policía judicial difiere según el país.
En algunos países existe un órgano policial que sirve por completo bajo las órdenes de los jueces, tribunales y ministerio fiscal y que dependa por completo del poder judicial. Contrario a su nombre, la antigua Policía judicial mexicana no dependía del poder judicial, sino del ministerio público. Las que anteriormente se llamaban policías judiciales ahora reciben el nombre de policías ministeriales o policías de investigación.
En otros países, no existen en la práctica una entidad policial integrada en el poder judicial, sino que existen diferentes entidades en los cuerpos policiales de cada país que llevan a cabo estas tareas. 

Por ejemplo, en España, no sólo la integran todas las Fuerzas y Cuerpos de Seguridad del Estado sino que incluso personas ajenas a la estructura policial como alcaldes u otros funcionarios:

Artículo 547 de la Ley Orgánica del Poder Judicial:
La función de la Policía Judicial comprende el auxilio a los juzgados y tribunales y al Ministerio Fiscal en la averiguación de los delitos y en el descubrimiento y aseguramiento de los delincuentes. Esta función competerá, cuando fueren requeridos para prestarla, a todos los miembros de las Fuerzas y Cuerpos de Seguridad, tanto si dependen del Gobierno central como de las comunidades autónomas o de los entes locales, dentro del ámbito de sus respectivas competencias.
En este sentido todos los miembros de las FF y CC de Seguridad bien sean del Estado de las Comunidades Autónomas o de las Policías Locales pueden desempeñar en algún momento funciones de Policía Judicial.
Artículo 283 de la Ley de Enjuiciamiento Criminal:
Constituirán la Policía Judicial y serán auxiliares de los Jueces y Tribunales competentes en materia penal y del Ministerio Fiscal, quedando obligados a seguir las instrucciones que de aquellas autoridades reciban a efectos de la investigación de los delitos y persecución de los delincuentes:
1. Las autoridades administrativas encargadas de la seguridad pública y de la persecución de todos los delitos o de algunos especiales.
2. Los empleados o subalternos de la policía de seguridad, cualquiera que sea su denominación.
3. Los Alcaldes, Tenientes de Alcalde y Alcaldes de barrio.
4. Los Jefes, Oficiales e individuos de la Guardia Civil o de cualquier otra fuerza destinada a la persecución de malhechores.
5. Los Serenos, Celadores y cualesquiera otros Agentes municipales de policía urbana o rural.
6. Los Guardas de montes, campos y sembrados, jurados o confirmados por la Administración.
7. Los funcionarios del Cuerpo especial de Prisiones.
8. Los Agentes judiciales y los subalternos de los Tribunales y Juzgados.
9. El personal dependiente de la Jefatura Central de Tráfico, encargado de la investigación técnica de los accidentes.

Existen, sin embargo, entidades que sí que organizan y coordinan estas actividades, e integran las unidades especiales de investigación, como la Jefatura de Policía Judicial de la Guardia Civil o la Comisaría General de Policía Judicial de la Policía Nacional en el caso de España.

## Órganos por países
Los diferentes cuerpos que integran funciones de la Policía judicial son:
- En Colombia, el Cuerpo Técnico de Investigación (CTI) de la Fiscalía General de la Nación, la Unidad Administrativa Especial Migración Colombia y la Dirección de Investigación Criminal e Interpol (DIJIN), que integra la Oficina Central Nacional de la Interpol.
- En Chile, la Policía de Investigaciones de Chile con sus brigadas especializadas, Carabineros de Chile con el Departamento O.S.9 de Investigación de Organizaciones Criminales más la Sección de Investigaciones Policiales, y la Gendarmería de Chile con sus dos unidades especializadas que son el Departamento de Investigación Criminal (DICRIM) a cargo de investigar e informar al Ministerio Público sobre delitos cometidos al interior de unidades penales, y el Destacamento de Tribunales a cargo del orden y seguridad de los juzgados.

Además, Bomberos de Chile cuenta con el Departamento de Investigación de Incendios, el cual investiga mediante peritos bomberiles, el motivo y origen de los incendios, informa al Ministerio Público, y aporta los peritajes correspondientes a los Tribunales de Justicia.
- En España, la Policía Judicial.
  - La Jefatura de Policía Judicial de la Guardia Civil.
  - La Comisaría General de Policía Judicial del Cuerpo Nacional de Policía.
- En México, la Policía Federal Ministerial, que sustituyó a la  Agencia Federal de Investigación, antes conocida como Policía Judicial Federal.
- En Portugal, la Polícia Judiciária.
- En Venezuela, el Cuerpo de Investigaciones Científicas, Penales y Criminalísticas
- En Argentina, encontramos al Cuerpo de Investigaciones Judiciales del Ministerio Público Fiscal de la Ciudad de Buenos Aires;[3] a la Policía Judicial de Córdoba[4] y a la de Buenos Aires, aún en conformación.[5]